# Jeanménil
Jeanménil ist eine französische Gemeinde im Département Vosges in der Region Grand Est (bis 2015 Lothringen). Sie gehört zum Arrondissement Épinal und zum Kanton Saint-Dié-des-Vosges-1.

## Geografie
Jeanménil liegt etwa drei Kilometer östlich vom Kantonshauptort Rambervillers. 

## Bevölkerungsentwicklung
| Jahr      | 1793 | 1896 | 1954 | 1982 | 1990 | 1999 | 2006 | 2014 |
| Einwohner | 585  | 868  | 706  | 1036 | 1037 | 1083 | 1058 | 1106 |

## Sehenswürdigkeiten
- Kirche Notre-Dame-de-l´assomption von 1960
- Freizeitpark Fraispertuis City